# فخر أباد (مباركة)
فخر أباد هي قرية في مقاطعة مباركة، إيران. عدد سكان هذه القرية هو 1,545 في سنة 2006.